# 遠山の金さん (2007年のテレビドラマ)
『遠山の金さん』（とおやまのきんさん）は、2007年1月16日から2007年3月20日まで毎週火曜日19:00 - 19:55に、テレビ朝日系列の「火曜時代劇」枠で放送されていた日本の時代劇。主演は松平健。
松平健は初代の中村梅之助から続くテレビ朝日版7代目の金さんである。
遠山が町場へ内偵に出向く際、これまでは遊び人の風貌のみだったが、この作品では様々な職種の人間に扮して内偵を進めていく点がこれまでと異なっている。

## キャスト

### 主要人物
- 遠山金四郎 - 松平健
- 松吉 - 中村繁之
- 三浦真次郎 - 金児憲史
- おいと - 芳賀優里亜
- 久兵ヱ - 真砂皓太
- 寅八 - 瀬野和紀
- 六助 - 田井克幸
- 東条八太夫 - 森本レオ
- おまき - 萬田久子

### ゲスト
第1話「江戸に舞う桜吹雪!! 疫病神に愛された女」
- おしの - 若村麻由美
- 文吉 - 木場勝己
- 木曾屋 - 清水綋治
- 林田土佐守 - 佐戸井けん太
- 仙蔵 - 谷口高史

第2話「知りすぎた女!! 盗賊と料亭の点と線…金さんが板前に!」
- お涼 - 水島かおり
- 長八 - 田山涼成
- 清吉 - 井田國彦
- お紺 - 山本みどり

第3話「悪徳金貸しになった奉行!? 遊女の純情と金さんの涙…」
- おなみ - 小田茜
- 又平 - 東根作寿英
- 大和屋清兵衛 - 下條アトム
- 岩五郎 - 成瀬正孝
- 市蔵 - 草薙良一

第4話「身代わり殺人の罠と情婦の涙!! 用心棒になった金さん!?」
- おちか - 床嶋佳子
- 弥助 - 河西健司
- 信濃屋 - 石田太郎
- 稲葉主膳 - 春田純一
- 於兎吉 - 石倉英彦

第5話「遊郭に雇われた金さん!? わらべ歌の謎と復讐に燃える女」
- お仙 - 池上季実子
- おさと - 長谷川真弓
- 山徳 - 大出俊
- 猪之吉 - 篠塚勝
- お国 - 長谷川稀世

第6話「消えた母!! 金さんの危機と不良息子の愛…」
- おさわ - 丘みつ子
- 卯之吉 - 高野八誠
- おしず - 寺田千穂
- 宗右衛門 - 中田浩二
- 七兵衛 - 小沢象

第7話「殺人を依頼した女!? 非情な盗賊団のワナと哀しい恋心…」
- おたえ - 大路恵美
- 栄太郎 - 志村東吾
- 喜久治（鬼火の長五郎） - 笹野高史
- 大黒屋助右衛門 - 石山輝夫
- 彦蔵 - 潮哲也
- おはる - 三輪ひとみ

第8話「消えた六百両の謎!? 恋人達の涙とからくり屋敷の怪!!」
- お久美 - 遠山景織子
- 幸吉 - 浜田学
- 喜多八 - 螢雪次朗
- 留吉 - 飯田基祐
- 近江屋仁左衛門 - 津村鷹志

最終話「さらば金さん!! 暴かれた奉行の正体…白熱の最後の白州」
- 大林伊十郎 - 中条きよし
- 黒兵衛 - 団時朗
- 銀次 - 上杉祥三
- 浜田屋惣兵衛 - 鶴田忍
- 巴屋宗兵衛 - 穂積隆信
- 北町同心 - 白井滋郎
- 黒兵衛の子分 - 細川純一
- 黒兵衛の子分 - 木下通博

## スタッフ
- 原作 - 陣出達朗
- 脚本 - ちゃき克彰（第1話、第4話）、藤井邦夫（第2話、第8話）、いずみ玲（第3話、第7話）、志村正浩（第5話、第9話）、岡本さとる（第6話）
- 音楽 - 渡辺俊幸
- 主題歌 - 松平健「恋、二の次に」（avex io、作詞・作曲：小椋佳）
- 音楽協力：テレビ朝日ミュージック
- プロデューサー - 田中芳之（テレビ朝日）、上坂久和、土田真通（東映）
- 監督 - 斎藤光正（第1話～第2話、第5話～第6話、第9話）、一倉治雄（第3話、第4話）、森本浩史（第7話、第8話）
- 制作 - テレビ朝日、東映

## 放送日程
- 2月13日は最終警告!たけしの本当は怖い家庭の医学2時間SPのため休止。

| 話数                                                      | 放送日        | サブタイトル                                        | 脚本       | 監督     | 視聴率 |
| --------------------------------------------------------- | ------------- | --------------------------------------------------- | ---------- | -------- | ------ |
| 第1話                                                     | 2007年1月16日 | 江戸に舞う桜吹雪!! 疫病神に愛された女               | ちゃき克彰 | 斎藤光正 | 9.7%   |
| 第2話                                                     | 2007年1月23日 | 知りすぎた女!! 盗賊と料亭の点と線…金さんが板前に!   | 藤井邦夫   | 斎藤光正 | 8.3%   |
| 第3話                                                     | 2007年1月30日 | 悪徳金貸しになった奉行!? 遊女の純情と金さんの涙…    | いずみ玲   | 一倉治雄 | 9.4%   |
| 第4話                                                     | 2007年2月06日 | 身代わり殺人の罠と情婦の涙!! 用心棒になった金さん!? | ちゃき克彰 | 一倉治雄 | 7.7%   |
| 第5話                                                     | 2007年2月20日 | 遊郭に雇われた金さん!? わらべ歌の謎と復讐に燃える女 | 志村正浩   | 斎藤光正 | 7.0%   |
| 第6話                                                     | 2007年2月27日 | 消えた母!! 金さんの危機と不良息子の愛…              | 岡本さとる | 斎藤光正 | 8.4%   |
| 第7話                                                     | 2007年3月06日 | 殺人を依頼した女!?非情な盗賊団のワナと哀しい恋心…   | いずみ玲   | 森本浩史 | 8.0%   |
| 第8話                                                     | 2007年3月13日 | 消えた六百両の謎!? 恋人達の涙とからくり屋敷の怪!!   | 藤井邦夫   | 森本浩史 | 6.5%   |
| 最終話                                                    | 2007年3月20日 | さらば金さん!! 暴かれた奉行の正体…白熱の最後の白州  | 志村正浩   | 斎藤光正 | 8.8%   |
| 平均視聴率 8.2%（視聴率は関東地区・ビデオリサーチ社調べ） |               |                                                     |            |          |        |

## ポスター
番組宣伝用のポスターは、蜷川実花が撮影。実際に紙の桜吹雪を降らせ1時間かけて撮影された。

## 桜吹雪の刺青
7代目金さんまで、すべてデザインは、刺青師の毛利清二が担当。約2時間かけて手書きで描かれた。デザインはそれぞれの金さんで異なり、松平健オリジナルであった。